# Нонакарбонилдижелезо
Нонакарбонилдижелезо — неорганическое соединение,  карбонильный комплекс железа с формулой Fe2(CO)9,
оранжевые кристаллы,
не растворяется в воде,
окисляется на воздухе.

## Получение
- Фотолиз раствора пентакарбонилжелеза в эфире:

{\displaystyle {\mathsf {2Fe(CO)_{5}\ {\xrightarrow {h\nu }}\ Fe_{2}(CO)_{9}+CO}}}
- Фотолиз тетракарбонилдибромжелеза

{\displaystyle {\mathsf {6Fe(CO)_{4}Br_{2}\ {\xrightarrow {h\nu }}\ 2Fe_{2}(CO)_{9}+2FeBr_{3}+3Br_{2}+6CO}}}

## Физические свойства
Нонакарбонилдижелезо образует диамагнитные оранжевые кристаллы
гексагональной сингонии,
пространственная группа P 63/m,
параметры ячейки a = 0,645 нм, c = 1,598 нм, Z = 2.
Не растворяется в воде, эфире, бензоле.
Растворяется в этаноле, ацетоне, толуоле, пиридине.

## Химические свойства
- Медленно окисляется кислородом воздуха.

- Разлагается при нагревании:

{\displaystyle {\mathsf {3Fe_{2}(CO)_{9}\ {\xrightarrow {90-100^{o}C}}\ 3Fe(CO)_{5}+Fe_{3}(CO)_{12}}}}
- Реагирует с монооксидом углерода:

{\displaystyle {\mathsf {Fe_{2}(CO)_{9}+CO\ {\xrightarrow {}}\ 2Fe(CO)_{5}}}}